# Egy életre szól (kislemez)
Az Egy életre szól az Omega tizenötödik, azonos című albumának előzetes kislemeze 1998-ból. A Legenda kis mértékben eltér az albumverziótól.

## Dalok
1. Ez egy életre szól (Mihály Tamás – Trunkos András)
2. Őrült emberek (Molnár György – Trunkos András)
3. Legenda (Mihály Tamás – Trunkos András)